# Лі Сан Ий
У цьому корейському імені прізвище (Лі) стоїть перед особовим ім'ям.
Лі Сан Ий (кор. 이상의, нар. 1922) — південнокорейський футболіст, що грав на позиції півзахисника за «Клуб Армії Сеула», а також національну збірну Південної Кореї.

## Клубна кар'єра
У футболі відомий виступами за команду «Клуб Армії Сеула», кольори якої і захищав протягом усієї своєї кар'єри гравця. 

## Виступи за збірну
1953 року дебютував в офіційних матчах у складі національної збірної Південної Кореї. Протягом кар'єри у національній команді провів у її формі 9 матчів.
Був присутній в заявці збірної на чемпіонаті світу 1954 року у Швейцарії, але на поле не виходив. 
| Дата      | Місто    | Господарі      | Результат | Гості          | Турнір             | Голи | Примітки |
| --------- | -------- | -------------- | --------- | -------------- | ------------------ | ---- | -------- |
| 11-4-1953 | Гонконг  | Південна Корея | 3 – 2     | Сінгапур       | товариський матч   | -    |          |
| 18-4-1953 | Сінгапур | Сінгапур       | 3 – 1     | Південна Корея | товариський матч   | -    | 46'      |
| 19-4-1953 | Сінгапур | Сінгапур       | 1 – 3     | Південна Корея | товариський матч   | -    |          |
| 24-4-1953 | Сінгапур | Сінгапур       | 0 – 0     | Південна Корея | товариський матч   | -    |          |
| 30-4-1953 | Сінгапур | Індонезія      | 1 – 3     | Південна Корея | товариський матч   | -    |          |
| 7-3-1954  | Токіо    | Японія         | 1 – 5     | Південна Корея | Відбір до ЧС 1954  | -    |          |
| 14-3-1954 | Токіо    | Південна Корея | 2 – 2     | Японія         | Відбір до ЧС 1954  | -    |          |
| 2-5-1954  | Маніла   | Гонконг        | 3 – 3     | Південна Корея | Азійські ігри 1954 | -    |          |
| 7-5-1954  | Маніла   | Бірма          | 2 – 2     | Південна Корея | Азійські ігри 1954 | -    |          |
| Усього    |          | Матчів         | 9         |                | Голів              | 0    |          |

## Титули і досягнення
- Срібний призер Азійських ігор: 1954